# Galaxy Quest – Planlos durchs Weltall
Galaxy Quest – Planlos durchs Weltall ist eine US-amerikanische Science-Fiction-Komödie aus dem Jahr 1999. Sie ist eine Parodie auf Star Trek, die Trekkies und einige andere Filme aus dem Science-Fiction-Bereich. Der Film startete am 13. April 2000 in den deutschen Kinos.

## Handlung

### Zusammenfassung
Die Hauptdarsteller einer Science-Fiction-Fernsehserie werden von als Menschen getarnten Außerirdischen aufgesucht, die um eine dringende Unterredung bitten, weil sie die ausgestrahlte Serie von Weltraumabenteuern für eine Dokumentation realer Ereignisse gehalten haben. Als der Darsteller des Commanders auf das Ansinnen der seltsam uniformierten, vermeintlichen Fans eingeht und sich innerhalb deren Raumbasis inmitten eines kriegerischen Konflikts wiederfindet, hält er alles für ein Kulissenspiel, bis ihn die Art und Weise seiner Rückführung zur Erde schlagartig vom Gegenteil überzeugt.
Nachdem der „Commander“ seine zuerst skeptischen Kollegen hat nachholen lassen, wollen sie den Thermianern bei der Abwehr der Bedrohung durch Reptiloiden helfen, und erhalten dazu ein Raumschiff, das für sie nach der Fernsehserie detailgetreu nachgebaut wurde. Der Anführer der Aggressoren fordert die Herausgabe einer geheimnisvollen Bordwaffe, deren Funktion den Thermianern und den Schauspielern selbst nicht klar ist. Letztere erkennen bald den tödlichen Ernst der Lage. Auf ihrer gemeinsamen Flucht mit dem Raumschiff kommt dieses zu Schaden und die Schauspieler erleben bei der Beschaffung eines neuen Reaktormittels auf einem fremden Planeten eine Reihe von Abenteuern mit dessen besonders exotischen Lebensformen.
Danach finden sie ihr Schiff von den Reptiloiden besetzt vor. Nach einigen Befreiungsaktionen spitzt sich die Lage auf das Äußerste zu, und im letzten Moment kann die Situation durch das Ausprobieren der geheimnisvollen Bordwaffe gerettet werden. Nach der Verabschiedung von den Thermianern fliegen diese ihres Weges und die Schauspieler fühlen sich auf der Erde zu einer richtigen Mannschaft zusammengewachsen.

### Handlungsablauf
In den frühen 1980er Jahren lief die beliebte und erfolgreiche Fernsehserie Galaxy Quest. 18 Jahre, nachdem sie abrupt beendet worden ist, treten die fünf Hauptdarsteller nur noch auf Fan-Treffen (Conventions) und bei Geschäftseröffnungen auf. Bis auf einen sind sie verärgert, verbittert, neidisch oder resigniert. Nur Jason Nesmith, der egomanische Star und Commander der Besatzung, genießt seinen Wohlstand und die Verehrung durch die Fangemeinde.
Auf einer Convention in der üblichen Kostümierung wird Nesmith von vier exzentrischen, uniformierten Personen angesprochen, die von sich behaupten, zu den außerirdischen „Thermianern“ zu gehören, angeführt von Mathesar. Sie bitten ihn, sie wegen einer Angelegenheit von größter Wichtigkeit zu begleiten, wobei er annimmt, es handele sich um ein Amateurprojekt. Nesmith veralbert sie, indem er vorgibt, er nehme sie ernst und verlangt, man möge ihn zu dem geplanten Vorhaben mit einer Limousine abholen. Kurz darauf hört er zufällig mit an, wie sich einige Besucher der Convention über ihn lustig machen; er sei nur noch lächerlich. Tief getroffen verlässt er die Veranstaltung und betrinkt sich. Am nächsten Morgen kommen die Thermianer mit einer von ihm gewünschten Limousine wieder. Auf der Fahrt schläft er ein, schwer verkatert, und bemerkt daher nicht, wie das Auto nach kurzem Halt senkrecht in die Höhe steigt. Die Thermianer erweisen sich als echte Außerirdische. Auf ihrer Raumbasis soll er mit General Sarris verhandeln, dem Kriegsherren einer reptiloiden Spezies, der Krieg gegen sie führt.
Sarris fordert die Übergabe von Omega 13, einem Gerät, das in der letzten Folge von Galaxy Quest erwähnt, aber nicht eingesetzt wurde. Jason, der noch nicht begriffen hat, dass er nicht an einem Filmset ist, befiehlt den Thermianern locker gelaunt, auf Sarris zu feuern, in der Annahme, alles sei nur vorgespielt. Im Glauben, damit genug getan zu haben, will er wieder nach Hause und wird, von einem „interstellaren Pod“ aus, in einem gelatineähnlichen, durchsichtigen Kokon mit Überlichtgeschwindigkeit durch den Weltraum zur Erde vor sein Haus befördert. Erst jetzt erkennt Nesmith, dass er eine reale Begegnung mit Außerirdischen hatte, und erzählt davon begeistert seinen Schauspielerkollegen, damit sie mit ihm gemeinsam den Thermianern helfen. Da er das echte Kommunikationsgerät, das ihm die Thermianer gegeben haben, versehentlich mit einer Fanattrappe vertauscht hat, glauben ihm die anderen nicht, kommen dann aber doch mit ihm und den Thermianern mit, da sie glauben, einen bezahlten Auftritt zu bekommen. Guy, Moderator der Convention und kurzzeitiger Nebendarsteller („Redshirt“) der Serie, schließt sich ihnen an. Die Thermianer sind mit der Bitte zu Nesmith zurückgekehrt, die Verhandlungen mit Sarris fortzusetzen. Nun erleben alle Besatzungsmitglieder einen Kokonflug durch den Weltraum, zu einem Raumhafen auf dem Reststück eines zerstörten Planeten im „23. Quadranten des Gammasektors“.
Wie sich herausstellt, sind die Thermianer eine hochentwickelte, friedliche, naive, krakenähnliche Spezies, deren Gesellschaft im Verlauf von einigen Millionen Jahren in Unordnung geraten ist. Sie konnten dann aber die Fernsehausstrahlungen der Erde empfangen und deuteten die Galaxy-Quest-Episoden als „historische Dokumente“, da sie keine Vorstellung von Fiktion, Theater oder „Vortäuschung“ hatten. Aufgrund ihres Studiums der Erfolge der Mannschaft in der Serie begannen sie, ihre Gesellschaft nach dem Vorbild der Serie zu gestalten, setzten die erdachten Technologien in die Realität um und bauten das Raumschiff der Serie (NSEA Protector) nach. Den Menschen gegenüber benutzen sie „Erscheinungsbildgeneratoren“, um selbst wie Menschen auszusehen.
Im Raumhafen wird der Mannschaft die Protector 2 präsentiert und von ihr – am Dock entlangschrammend – auf Fahrt gebracht. Bei einem anschließenden gemeinsamen Essen – mit lebenden Kep-mok-Blutzecken für den ein außerirdisches Besatzungsmitglied spielenden Alexander Dane – wird den Menschen eine Filmaufnahme vorgeführt, in der die Folterung des früheren Commanders der Thermianer durch Sarris zu sehen ist. Nun erst wird den irdischen Darstellern schlagartig der tödliche Ernst der Auseinandersetzung klar, und sie müssen ihren Fernsehrollen gerecht werden, um zu überleben. Schon früh greift Sarris, der den Angriff von Nesmith überlebt hat, die Protector an und blockiert dadurch deren Pods. Die Flucht mit dem Raumschiff in eine vermeintliche Wolke, bei der es sich um ein „dojanisches Minenfeld vom großen Krieg 12-1-85“ handelt, führt zur Beschädigung des Schiffsreaktors, der mittels einer Berylliumkugel funktioniert. Da keine Ersatzberylliumkugel an Bord ist, fliegen die Schauspieler zu einem nahe gelegenen Planeten, bei dem brauchbares Beryllium geortet wurde. Als sie dort die benötigte hüfthohe Kugel aus einem ruhenden Bergwerksbetrieb zu ihrer Landefähre rollen, werden sie von den koboldähnlichen Einheimischen verfolgt und müssen durch die Eile und die Enge in der Fähre Nesmith in der Hand der Verfolger zurücklassen.
Nachdem diese dem am Boden liegenden Nesmith einen Stein auf den Kopf geschlagen haben, kommt er wieder zu Bewusstsein, als ihm ein schweineähnliches, aber zähnestarrendes Tier auf zwei Beinen das Gesicht leckt. Umgeben von den Einheimischen stellt er sich dem Kampf gegen den „Schweinesaurier“, während die Zuschauer aus sicherem Abstand „Gorignak!“ skandieren. Fred wird von der Mannschaft gedrängt, Nesmith mit Hilfe des noch nie erfolgreich getesteten Digitaltransporters zu retten. In der Angst, er könnte Nesmith verletzen, entschließt sich Fred, probehalber den „Schweinesaurier“ an Bord zu „digitalisieren“, aber dieser kommt von außen nach innen gekehrt an und explodiert kurz darauf. Obwohl das Tier nun fort ist, rufen die Einheimischen immer noch im Chor. Durch Einschalten des Schiffs-Universalübersetzers wird klar, dass „Gorignak“ kein Name ist, sondern nur „Fels“ heißt. Kurz darauf setzt sich plötzlich aus einigen der herumliegenden Felsen ein sehr großes, humanoides Ungeheuer zusammen und greift Nesmith an. Als das Monster ihn gerade zerquetschen will, schafft es Fred in letzter Sekunde, den Commander zu teleportieren und unversehrt zurückzubeamen.
Wieder auf dem Schiff schlägt Nesmith vor, dass nun alle zu ihren Familien nach Hause fliegen. Daraufhin teilt ihm Mathesar mit, dass er und seine Leute die letzten ihrer Art seien. Im nächsten Moment stürmen Sarris’ Söldner, die das Schiff gekapert haben, den Raum. Sarris erfährt von Nesmith dessen wahre Identität und zwingt ihn, die fiktive Natur von Galaxy Quest gegenüber Mathesar zu gestehen. Anschließend befiehlt er, den Reaktorkern zu „verdrahten“, damit er implodiert, sowie den Sauerstoff der Mannschaftsräume in den Weltraum abzulassen. Die Menschen sollen ebenfalls in den Weltraum „frei“-gelassen werden. Mit einer List aus der Serie täuschen Nesmith und Dane vor der Luftschleuse einen Kampf untereinander vor und überrumpeln ihre Bewacher. Die Befreiten teilen sich für weitere Aktionen in drei Gruppen auf. Tommy, der Pilotendarsteller, soll derweil „fahren“ üben.
Da die automatische Notfallabschaltung des Reaktorkerns außer Kraft ist und um den Countdown der Reaktorüberlastung manuell abzuschalten – wozu Nesmith und Gwen das Wissen fehlt – kommuniziert Nesmith mit Brandon, einem jugendlichen Fan der Galaxy-Quest-Serie, dessen Kommunikatorattrappe er auf dem letzten Fantreffen aus Versehen gegen seinen echten Interstellartransmitter vertauscht hatte. Brandon, sichtlich aufgeregt darüber, dass die Serie real ist, wie er es schon immer vermutet hat, dirigiert Nesmith und Gwen durch die teilweise gefährlichen inneren Systeme der Protector zum zentralen Kontrollzentrum, nachdem er seinen Computer mit denen seiner Freunde vernetzt hat. Brandon erklärt auf Nesmiths Nachfrage, dass der Omega 13 einer Fanspekulation nach entweder ein Materiekollabierer ist, der das ganze Universum in 13 Sekunden zerstört, oder, wie er vermutet, ein Materiereorganisator, der den Benutzer 13 Sekunden in die Vergangenheit befördert; genug Zeit, um einen Fehler zu korrigieren.
In der Zwischenzeit wollen Alexander Dane und der Thermianer Quellek mit Gewalt die Tür zur Crew öffnen, sind aber erst erfolgreich, als Quellek Dane an ein altes Ritual seiner Spezies erinnert. Fred hat die Idee, das Felsenmonster vom Planeten in den Kreis einiger Söldner zu teleportieren; das Monster rennt bei der Verfolgung der flüchtenden Söldner eine Außenwand der Protector ein und entschwebt mit ihnen in den Weltraum. Ein verbliebener Söldner erschießt Quellek. Nesmith und Gwen erreichen das Kontrollzentrum und betätigen den Schalter für die manuelle Abschaltung des Neutronenreaktors. Der Countdown läuft jedoch weiter und stoppt erst eine Sekunde vor der Implosion – wie in der Serie allgemein üblich. Als Sarris auf seinem Schiff von der Abschaltung erfährt, befiehlt er, die Protector sofort zu zerstören. Daraufhin flüchten die Schauspieler mit der Protector und den Thermianern in das Minenfeld, machen dann dort aber kehrt mit Kurs auf Sarris’ Schiff und zerstören es mit Hilfe der Minen, die sie geschickt, durch Tommys Studium seiner Rolle in den alten Episoden, mit deren Magnetfeld wie eine Schleppe hinter der Protector herziehen.
Als die Schauspieler ihren Sieg feiern, amüsiert sich Mathesar über Nesmiths einstiges Geständnis, dass die originale Protector nur ein ganz kleines Modell sei, und hält das nun für eine lustige Finte. Nesmith bereitet ihn auf den Abschied der Menschen vor und übergibt ihm das Kommando, die Thermianerin Laliari bleibt jedoch bei Fred. Auf dem gemeinsamen Flug zur Erde, nach der Passage eines Schwarzen Lochs, betritt Sarris in generierter Erscheinung als Fred den Kommandoraum und schießt einen Menschen nach dem anderen nieder. Kurz vor dessen Triumph befiehlt Nesmith Mathesar, den Omega 13 zu aktivieren, und löst ihn aus, worauf dieser sie wie eine Zeitmaschine dreizehn Sekunden in die Vergangenheit befördert. Dort greift er zum Entsetzen der anderen den falschen Fred an und entreißt ihm seine Waffe. Als Sarris daraufhin in seiner wahren Gestalt ein Messer zieht, schlägt ihn Mathesar mit seiner Gehhilfe, die er nach der Folterung durch Sarris benutzen muss, bewusstlos. Die Menschen trennen sich von den Thermianern und koppeln das Unterdeck ab, um wegen der defekten Bremse mit einer Notlandung des Kommandodecks die Hochgeschwindigkeitsreise auf der Erde abschließen zu können.
Gelotst von Brandon und seinen Freunden, die Feuerwerksraketen als Landemarkierung abschießen, donnert das Raumschiff über einen Parkplatz, durchbricht die Wand eines Gebäudes und bleibt inmitten der Convention stehen, wo die Schauspieler schon länger erwartet werden. Sie treten einzeln auf die Bühne hinaus und erblicken die sie verehrenden und jubelnden Fans. Plötzlich erscheint auch Sarris, aber Nesmith entdeckt und desintegriert ihn mit einer thermianischen Blasterpistole. Die Fans halten alles für eine effektreich gespielte Show und jubeln erneut. Nun tritt Jason Nesmith mit den anderen Besatzungsmitgliedern ganz im Gegensatz zu früher auf der Bühne als Mannschaft auf und sie halten sich gemeinsam in den Armen. Danach erscheint als Ende des Films der Vorspann einer neuen Fernsehserie: Nach 18 Jahren ist die Sendung wieder zurück, als Galaxy Quest – Die neuen Abenteuer.

## Synchronisation
Die Synchronisation wurde bei Berliner Synchron produziert, nach einem Dialogbuch und einer Dialogregie von Tobias Meister.
| Rolle                                   | Schauspieler     | Sprecher              |
| --------------------------------------- | ---------------- | --------------------- |
| Jason Nesmith / Cmdr. Quincy Taggart    | Tim Allen        | Martin Keßler         |
| Alexander Dane / Dr. Lazarus            | Alan Rickman     | Lothar Blumhagen      |
| Fred Kwan / Tech Sgt. Chen              | Tony Shalhoub    | Stefan Gossler        |
| Gwen DeMarco / Lt. Madison              | Sigourney Weaver | Karin Buchholz        |
| Guy Flanigan / Sec. Off. ‘Roc’ Ingersol | Sam Rockwell     | David Nathan          |
| Sarris                                  | Robin Sachs      | Bert Franzke          |
| Mathesar                                | Enrico Colantoni | Tobias Meister        |
| Tommy Weber / Laredo                    | Daryl Mitchell   | Oliver Rohrbeck       |
| Laliari / Jane Doe                      | Missi Pyle       | Carola Ewert          |
| Kyle                                    | Jeremy Howard    | John-Alexander Döring |
| Brandon                                 | Justin Long      | Wanja Gerick          |
| Katelyn                                 | Kaitlin Cullum   | Kathrin Neusser       |
| Lathe                                   | Wayne Pére       | Tilo Schmitz          |
| Quellek                                 | Patrick Breen    | Stefan Krause         |
| Teb                                     | Jed Rees         | Gerald Schaale        |
| Tommy mit 9 Jahren                      | Corbin Bleu      | Hannes Maurer         |

## Produktion
Drehorte des Films waren unter anderem der Goblin Valley State Park in Utah und das Stahl House in Los Angeles.
Die Musik parodiert die Titelmelodie der Star-Trek-Originalserie. Es gibt auch musikalische Andeutungen auf das Odyssee-im-Weltraum-Thema The Foraging.
Der Film spielte bei Kosten von 45 Millionen Dollar weltweit mehr als 90 Millionen Dollar ein.
Ursprünglich waren Harold Ramis als Regisseur und Kevin Kline für die Hauptrolle vorgesehen.

## Anspielungen auf bekannte Science Fiction
- Die Außerirdischen stellen sich als „Thermianer vom Klaatu-Nebula“ vor, eine Anspielung an den Namen der Hauptfigur des Films Der Tag, an dem die Erde stillstand.

- Die kindergroßen Aliens mit den scharfen Zähnen auf dem Planeten sind eine Anspielung auf eine entsprechende Szene aus Barbarella.

- Am Ende des Films wird angekündigt, dass es nach 18 Jahren Pause neue Folgen der Serie geben wird. Raumschiff Enterprise wurde 1969 beendet und 1987 (18 Jahre später) kam Raumschiff Enterprise: Das nächste Jahrhundert.

- Das Omega 13 bzw. seine mögliche Zerstörungskraft dürfte eine Anspielung auf das Omega-Molekül im Star-Trek-Universum sein.[7]

- Als Nesmith und Gwen auf dem Weg zum Reaktorkern durch einen Schacht klettern müssen, fragt Gwen (Sigourney Weaver): „Schächte...warum sind es immer Schächte?“. Das ist eine Anspielung auf die Alien-Filmreihe, in der die Schauspielerin die Rolle der Ellen Ripley spielte und oft auf der Flucht vor dem Alien durch diverse Schächte steigen musste.

## Geplante Fortsetzung
Im Jahr 2015 plante das Online-Portal Amazon Prime Video eine Fortsetzung des Films als Serie. Alle Hauptdarsteller hatten bereits Verträge unterschrieben. Der plötzliche Tod von Alan Rickman im Januar 2016 setzte dem Projekt jedoch ein Ende.

## Kritik
„Vergnügliche Satire, die die Klischees und Konventionen des Genres persifliert und sie zugleich zum Prinzip der eigenen Dramaturgie macht.“

## Auszeichnungen (Auszug)
Der Film wurde 2000 für neun Saturn Awards nominiert; Tim Allen gewann einen davon als bester Hauptdarsteller. Der Film wurde 2000 außerdem mit dem Hugo Award als Best Dramatic Presentation ausgezeichnet.